# Oskar Czerwenka
Oskar Czerwenka (Vöcklabruck (Alta Àustria), 5 de juliol, 1924 - Idem., 1 de juny, 2000), va ser un cantant de la corda de baix d'òpera austríac. També va treballar com a pintor, il·lustrador i autor.

## Biografia
Oskar Czerwenka va créixer a la seva Vöcklabruck natal, a l'Alta Àustria. Durant els seus anys d'institut a Gmunden, realment volia ser pintor. Va estudiar comerç internacional i després va començar la formació vocal privada a Viena. Va debutar com a cantant el 1947 a Graz com l'Ermità a Die Freischütz. El 1951, Czerwenka es va convertir en membre del conjunt de l'Òpera Estatal de Viena, càrrec que va ocupar fins al 1986. També va cantar a la Volksoper de Viena i a tots els principals teatres d'òpera del món, inclosa la seva primera aparició a la Metropolitan Opera el 1958. També va fer aparicions com a convidat al Festival de Salzburg (a partir de 1953) i al Festival de Bregenz.

## Repertori
El repertori d'Oskar Czerwenka incloïa 75 papers. Un dels seus papers més coneguts va ser el dOchs auf Lerchenau a Der Rosenkavalier. Altres papers importants van ser el comte Waldner a Arabella, La Roche a Capriccio, Kezal a Prodaná nevěsta i Osmin a Die Entführung aus dem Serail. Un dels seus últims papers importants a la dècada de 1990 va ser el del lleter Tevye a El violinista a la teulada. Czerwenka també va cantar a les estrenes de les òperes Der Prozess Gottfried von Einem (1953 al Festival de Salzburg), Llegenda irlandesa de Werner Egk (1955) i Jacobowsky und der Oberst de Giselher Klebe (1965). També va actuar en concerts, lieder i oratoris.

## Obra com a pintor i il·lustrador
Com a pintor, Oskar Czerwenka va fer exposicions a Graz, Munic, Salzburg i Viena. El 1963, va il·lustrar el llibre Kon-Figurationen (Configuracions) basat en textos d'Ernst Pichler. En una entrevista sobre el seu llibre Lifetimes. Unbidden Letters (Vides. Cartes inesperades), es descriu a si mateix com un gran entusiasta de Thomas Bernhard.

## Escrits
Czerwenka ha publicat diversos llibres com a autor, inclosa la seva autobiografia de 1998,  Jenseits vom Prater. (Més enllà del Prater).
- Wo’s mir schmeckt. Eine kulinarische Reise durch Oberösterreich und Salzburg. Stieglitz, Mühlacker 1982.
- Lebenszeiten. Ungebetene Briefe. Neff, Viena 1988, ISBN 3-7014-0260-4.
- Jenseits vom Prater. Erlebtes – Erlittenes – Empfundenes. Überreuter, Viena 1998, ISBN 3-8000-3697-5.

## Premis

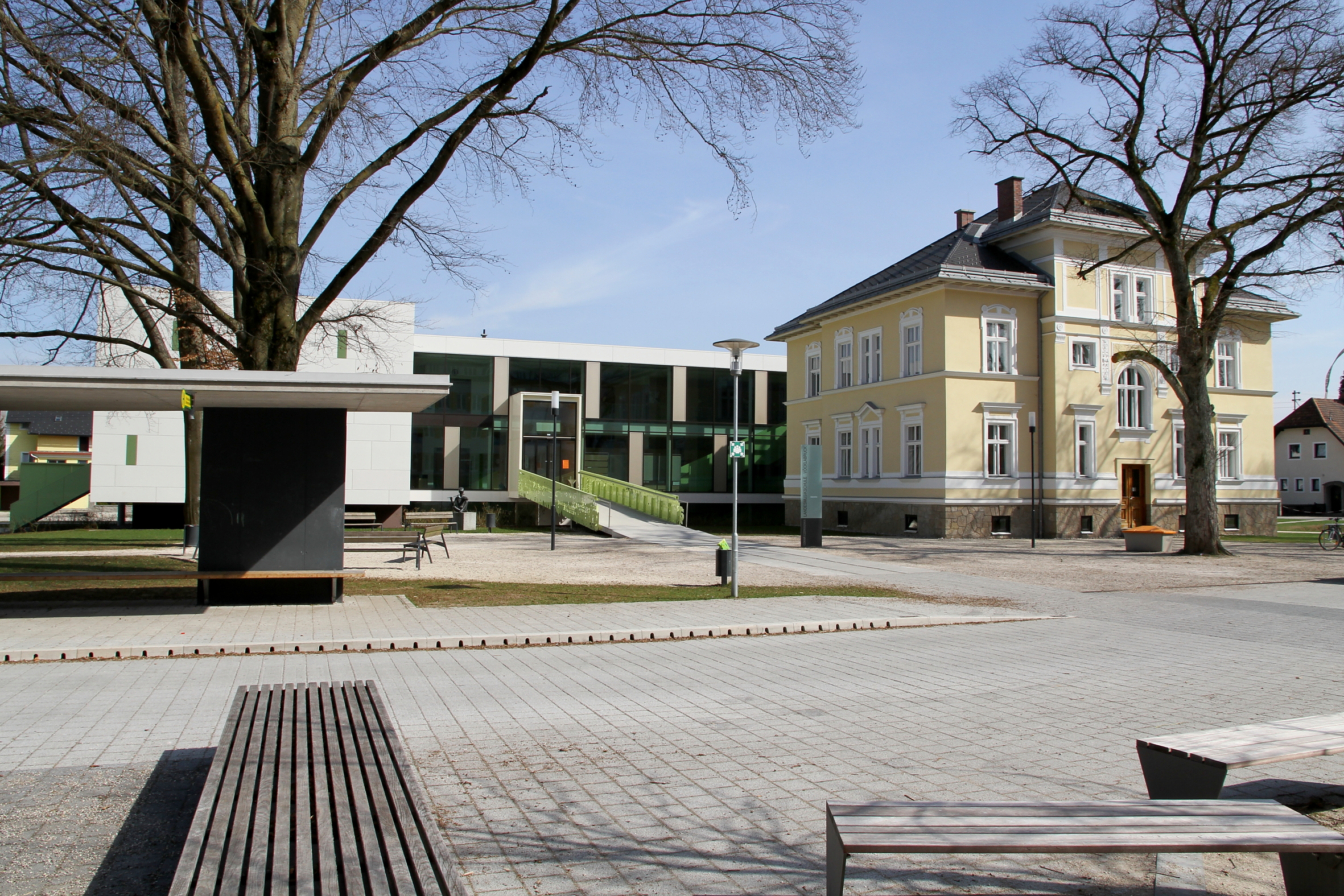
La vil·la Oskar Czerwenka, catalogada com a monument històric, va ser adquirida pel municipi, renovada, ampliada amb una extensió cúbica i convertida en l'"Escola Estatal de Música Oskar Czerwenka" per 5 milions d'euros el 2008.

- Títol professional, Kammersänger (1962)
- Creu d'Honor Austríaca per a la Ciència i l'Art, Primera Classe (1969)
- Títol professional: Professor (1976)
- Anell d'Honor i Medalla Girardi de la Ciutat de Graz (1983)
- Anell d'Honor i Membre Honorari de l'Òpera Estatal de Viena (1983)
- Condecoració d'Or al Mèrit de l'Estat de l'Alta Àustria (1999)
- Ciutadà Honorari de Vöcklabruck (1999)

El 2008, l'Escola Estatal de Música de Vöcklabruck es va traslladar a la vil·la de l'artista a Vöcklabruck, que havia estat ampliada, i va passar a anomenar-se Escola Estatal de Música Oskar Czerwenka.